# يهود أمريكيون

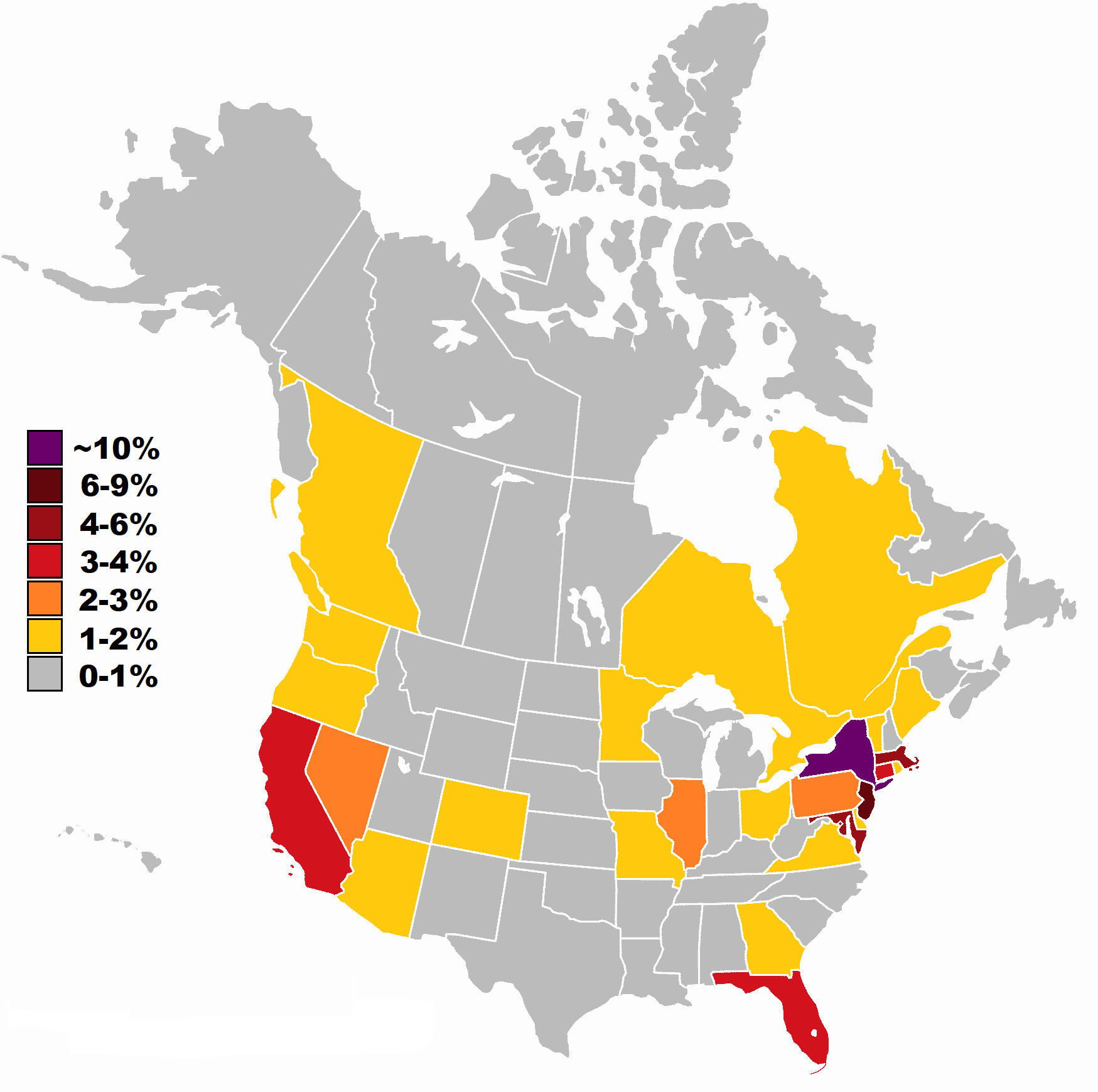

اليهود الأمريكيون (أو الأمريكيون اليهود) هم الأمريكيون المنتسبون إلى اليهودية، دينيًّا أو عرقيًّا أو ثقافيًّا أو وطنيًّا. تتكون الجالية اليهودية في الولايات المتحدة غالبًا من اليهود الأشكناز، المنحدرين من شتات يهود وسط أوروبا وشرقها، ويمثلون 90- 95% من اليهود الأمريكيين. الأشكناز الأمريكيون الحاليون معظمهم مولودون في الولايات المتحدة، إذ يتناقص عدد المهاجرين السابقين (المسنِّين حاليًّا)، ويُعد عدد المهاجرين المتأخرين المولودين في الخارج قليلًا.
في الفترة الاستعمارية قبل الهجرة الجماعية للأشكناز، كان أغلب يهود أمريكا -وكانوا حينئذ قلة- إسبانيين وبرتغاليين. ومع أن نسْلهم اليوم أقلية، فإنهم مثَّلوا -إلى جانب مجتمعات يهودية أخرى- بقية اليهود الأمريكيين، وهذا يشمل المتأخرين من اليهود السفارديين والمزراحيين والمجتمعات الأخرى اليهودية عرقيًّا، إضافة إلى عدد أصغر من المتحولين إلى اليهودية. في الجالية اليهودية الأمريكية تتجلى طائفة واسعة من التقاليد الثقافية، تغطي جميع نواحي الالتزام الديني اليهودي.
تُعد الولايات المتحدة موطن أكبر تجمُّع يهودي في العالم (أو موطن ثاني أكبر تجمع -بعد إسرائيل- على حسب التعريف الديني والبيانات السكانية المستنَد إليهما). ففي 2012 قُدِّر تعدادهم في أمريكا بين 5.5 ملايين و8 ملايين -على اختلاف التعريفات-، وهذا يمثل 1.7%- 2.6% من إجمالي سكان الولايات المتحدة.

## تاريخهم
يوجد اليهود في المستعمرات الثلاث عشرة من منتصف القرن السابع عشر. لكنهم كانوا قلة، فبحلول عام 1700م لم يكن قد وصل منهم إلا 200-300 على الأكثر. وكان أغلب هؤلاء الوافدين المتقدِّمين من اليهود السفارديين المنحدرين من «السفارديين الغربيين» (المعروفين أيضًا بـ «اليهود الإسبانيين والبرتغاليين». لكن بحلول 1720 ساد الأشكناز الوافدون من وسط أوروبا وشرقها.
بعدما صدر قانون التجنيس الإنجليزي سنة 1740م، صار مسموحًا لليهود لأول مرة بأن يصبحوا مواطنين بريطانيين وأن يهاجروا إلى المستعمرات. مُنع بعض اليهود السفارديين من التصويت وشغل مناصب في السلطات القضائية المحلية، لكنهم نشطوا في الشؤون المجتمعية في تسعينيات القرن الثامن عشر، بعد تحقيق المساواة السياسية في الولايات الخَمس التي كان عددهم فيها أكبر. حتى عام 1830 كانت مدينة تشارلستون وكارولاينا الجنوبية أكثر المناطق التي يتواجد بها اليهود في أمريكا الشمالية.

## وصلات خارجية
- الجمعية التاريخية اليهودية الأمريكية